# Yasuhide Fujita
| 175613 Shikoku-karst | 12 novembre 2006 |
| 300082 Moyocoanno    | 25 ottobre 2006  |

Yasuhide Fujita (藤田 康英?, Fujita Yasuhide; 1961) è un astronomo giapponese.
Ha lavorato come ricercatore presso l'osservatorio astronomico Kuma Kogen dal 1992 al 1999, divenendone poi responsabile.
Il Minor Planet Center gli accredita la scoperta di tre asteroidi, effettuate tutte nel 2006.
Gli è stato dedicato l'asteroide 11974 Yasuhidefujita.
Non è da confodersi con Yutaka Fujita con cui condivide la forma puntata nei crediti delle pubblicazioni.